# أنيكسي
أنويكسيس (Άνοιξις) هي مدينة في إقليم أتيكا في اليونان.
يبلغ عدد سكانها حوالي 7967 نسمة.